# Ultramaraton
Ultramaraton är ett samlingsnamn för alla löptävlingar med en längd som överstiger den vanliga maratondistansen 42 195 meter.

## Tävlingsformat
Ultramaratontävlingar kan delas in i två huvudsakliga kategorier: längdlopp och tidslopp. Båda dessa former av löpning kallas "ultralöpning" eller "ultradistanslöpning". 2006 bildades Svenska Friidrottsförbundets kommitté för Ultradistanslöpning som arbetar för att främja ultralöpning i Sverige. Kommittén är en del av Svenska Friidrottsförbundet. Den internationella organisationen IAU (International Association of Ultra Runners), som är kopplad till internationella friidrottsförbundet, ordnar världsmästerskap på 50 km, 100 km och 24 timmar, och för statistik över prestationer och rekord inom olika tävlingar.
Längdlopp är lopp med en given distans som är längre än ett maraton. Längdloppen genomförs ofta på långa varvbanor eller från en punkt till en annan punkt, och kan anordnas på banor, vägar eller i naturen. Vanliga distanser är 50 kilometer, 50 miles (80,47 kilometer), 100 kilometer, och 100 miles (160,93 kilometer). 100-kilometerslopp och 100-mileslopp är särskilt populära internationellt sett. Världens äldsta och största ultramaraton, Comrades Marathon i Sydafrika, och världens längsta landsvägslopp, Spartathlon i Grekland, är punkt till punkt-lopp på väg, medan andra stora tävlingar som Western States och Ultra Trail du Mont Blanc går över stigar i bergen. Skillnader i förutsättningar mellan loppen gör det svårt att jämföra prestationer utförda på olika banor eller vid olika tidpunkter, eftersom topografiska skillnader och väderförhållanden kan variera stort.
Tidslopp går ut på att springa så långt som möjligt inom en stipulerad tid. Vanliga tidsperioder för sådana lopp är sex timmar, 24 timmar, och sex dygn, men även andra tidsperioder, som tolv timmar och 48 timmar, förekommer. Tidsloppen genomförs på flervarvsbanor, ibland på 400-meterslöparbanor på en idrottsplats men banorna kan också vara flera kilometer långa och ha varierande underlag.  
Andra format än rena tidslopp och längdlopp finns också, exempelvis tävlingsformatet Backyard Ultra, där deltagarna skall slutföra ett varv inom en timme, i så många timmar i följd som möjligt. 

## Kända tävlingar
De största ultramaratonloppen hålls i Sydafrika. Comrades Marathon (89 kilometer) är världens största ultramaraton och går mellan Durban och Pietermaritzburg i skiftet maj/juni. Loppet har arrangerats sedan 1921 och samlar runt 18 000 deltagare. Two Oceans Marathon (56 kilometer) äger rum varje påsk utanför Kapstaden och samlar cirka 10 000 deltagare. De sydafrikanska ultraloppen är de enda ultratävlingarna med prispengar som kan jämföras med de större stadsmaratonloppen.
De största ultramaratonloppen i Europa sker i Alperna. Swiss Alpine Marathon (78 kilometer) äger rum i Davos i Schweiz i slutet av juli och Ultra Trail du Mont Blanc (166 kilometer) går av stapeln i slutet av augusti i Chamonix i Frankrike (banan sträcker sig genom både Frankrike, Schweiz och Italien). Båda loppen samlar mer än 2 000 deltagare. I Europa arrangeras också flera populära landsvägslopp som Nacht van West-Flanderen (100 kilometer) i Torhout, Belgien, i juni och Winschoten (100 kilometer) i Nederländerna i september. Båda dessa lopp dubblerar regelbundet som VM/EM på 100 kilometer. London to Brighton (90 kilometer) i september är världens näst äldsta ultramaraton. Loppet var fram till 1980-talet ett stort och prestigefyllt landsvägslopp, men är numera ett mindre terränglopp. Ett annat känt ultramaratonlopp är Spartathlon (246 kilometer) som går mellan Aten och Sparta i Grekland i slutet av september. 
I Storbritannien och USA är terränglopp över 100 engelska mil vanliga. Western States Endurance Run mellan Squaw Valley och Auburn i Kalifornien i juni är världens mest prestigefyllda 100-mileslopp. Men det finns också andra – mer krävande – 100-mileslopp i USA, bland annat Leadville Trail 100 som äger rum i augusti varje år i Colorado. Badwater i juli är ett lopp över 216 kilometer på jordens varmaste plats, Death Valley i Nevada, där medeltemperaturen sommartid ligger över 50 grader. Det loppet brukar betraktas som världens svåraste ultramaraton. 
I Sverige har det anordnas ultramaratontävlingar allt sedan Lejonbragden avhölls i Lund för första gången 1984. Numera finns det stora tävlingar i Sverige i takt med att intresset för ultralöpning ökat. Lejonbragden avhölls igen 2012-2015. Stockholm Ultra Marathon (50/100 kilometer) i augusti var näst störst med drygt 500 deltagare. Lidingö Ultra (50 kilometer) i maj samlar drygt 300 deltagare. Skövde 6-timmars i mars, Bergslagsleden Ultra (46 kilometer) i september, Täby Extreme Challenge (100 miles) i april och Sörmland Ultramaraton (50 kilometer) i oktober är etablerade tävlingar med mellan 100 och 300 deltagare årligen. Ett av de mindre, men å andra sidan mycket längre loppen är Trans Scania (246 kilometer) som brukar ha mindre än 25 deltagare.
I april 2011 arrangerades det första officiella svenska mästerskapet på 100 km i Tibro i Västergötland. De första svenska mästarna blev Anders Szalkai, Stockholm, och Torill Fonn-Hartikainen, Skövde. SM på 100 km arrangerades i juli 2012 i Adak i Västerbotten. År 2013 ägde SM rum i augusti i Stockholm.
Tävlingen Kullamannen med lopp omkring 50 km, 100 km och 100 miles arrangeras årligen omkring Kullaberg i Skåne och ingår numera i UTMB-serien.
På Bergslagsleden mellan Nora och Ånnaboda går numera en tuff och utmanande tävling över 46 km vid namn Bergslagsleden Ultra. Loppet lockar ett par hundra löpare och genomförs den första helgen i september.
Ultravasan (45 och 90 km) som är en löpningsvariant av Vasaloppet är numera Sveriges största ultradistanslopp med cirka 1 500 deltagare.

## Kända svenska ultralöpare
- Jonas Buud, Världsmästare på 100 km 2015. Europamästare på 100 km 2009, 2010 och 2015.[7] Åttafaldig vinnare av [Swiss Alpine Marathon] 2007-2014[8]. Vinnare av Ultravasan 2014 och 2015. Han har även en andraplats i världens största ultralopp Comrades Marathon (2013) samt en andraplats i Ultra Trail du Mont Blanc (2012, nerkortad bana på grund av dåligt väder. 100 km). Han har det svenska rekordet på 100 km med 6:22:44[9], och på  12h 155,070 km, samt det svenska rekordet på 100 miles med 12.32.04.
- Rune Larsson fyrfaldig segrare i Lejonbragden 1984-1987, trefaldig segrare i Spartathlon 1987-1988 samt 1993. Han hade fram till 2017 det nordiska rekordet i 24h samt är tvåa i Sverige genom alla tider på 6h med 90,000 km.
- Johan Steene, VM-brons i 24h 2017, vinnare EMU 6-dagars 2017. Svensk rekordhållare på 48-timmars och tidigare svensk rekordhållare i 24h och 6-dagars.
- Tobbe Gyllebring, tidigare svensk rekordhållare på 24 timmar och Backyard Ultra.
- Elov Olsson, vinnare av Ultravasan och svensk rekordhållare på 100 miles, 12 och 24 timmar.
- Olle Meijer, svensk rekordhållare på 100 km och tvåfaldig vinnare av Ultravasan 90.
- Henrik Olsson, världsmästare och europamästare på 24h 2009.
- Kajsa Berg, Europamästarinna på 100 km 2012, 2013[10] och 2015[11]. VM-silver 2015. Hon håller även det svenska rekordet på 100 km med 7:20:48 från VM/EM 2015.
- Emelie Forsberg, Världsmästarinna på ultra skyrunning 2014 (80 km), Europamästarinna på ultra skyrunning 2013 och 2015, och segrare i många världscuptävlingar.

## Kända internationella löpare
Män
- Giorgio Calcaterra, Italien, världsmästare på 100 km 2011 och 2012.
- Bruce Fordyce, Sydafrika, niofaldig vinnare av Comrades Marathon 1981-1988 samt 1990.
- Kilian Jornet, Spanien, världens bästa ultraterränglöpare för närvarande. Vinnare av Ultra Trail du Mont Blanc 2008, 2009 och 2011 samt Western States 2011. Han har även vunnit den totala världscupen för marathonlopp och ultralopp i berg - Skyrunning series - fyra gånger.
- Scott Jurek, USA, världens främsta ultralöpare i terräng under första halvan av 00-talet. Han har vunnit Western States sju gånger 1999-2005 och Spartathlon tre gånger 2006-2008.
- Oleg Kharitonov, Ryssland. Vinnare av Comrades Marathon 2006 samt världsrekordhållare på 100 miles.
- Yiannis Kouros, Grekland, löparlegend som dominerat multi-dagarslöpning och fortfarande håller många (alla?) världsrekord från 24h till 1 000 miles[12]. Vinnare av Sparthatlon 1983, 1984, 1986 och 1990, och banrekordhållare på 20:25:00.
- Arthur Newton, Storbritannien. En av pionjärerna inom långdistanslöpning som uppfann de långsamma långa träningspassen. Vinnare av Comrades Marathon 1922-1924 samt 1925 och 1927.

Kvinnor
- Eleonor Greenwood, Kanada. Världsmästare på 100 km 2010 och 2014. Vinnare av Comrades 2014 samt vinnare av Western States 2011 och 2012.
- Elisabeth Hawker, Storbritannien. Vinnare av Swiss Alpine Marathon 2006, 2007 och 2011 samt Ultra Trail du Mont Blanc 2005, 2008, 2010-2012. Vinnare av Sparthatlon 2012. Världsmästare på 100 km 2006.
- Sumie Inagaki, Japan, vinnare av Spartathlon 2006 och 2009 samt Badwater 2011 och 2012. Hon håller världsrekordet på 24h för damer inomhus.
- Frith van der Merwe, Sydafrika, vinnare av Comrades Marathon 1988, 1989 och 1991. Hennes segrartid från 1989 gäller fortfarande som banrekord för damer. Suverän världsrekordhållare på 50 km med 3.08.39.
- Elena och Oleysia Nurgalieva, Ryssland, tvillingsystrar som tillsammans vunnit Comrades Marathon tio gånger och Two Oceans Marathon sex gånger mellan åren 2003 och 2013.
- Ann Trason, USA, har vunnit Comrades Marathon två gånger 1996 och 1997 samt Western States 14 gånger mellan åren 1989 och 2003. Hon har även vunnit ett flertal andra ultralånga terränglopp och blev världsmästare på 100 km 1995. Hon håller även världsrekordet för damer på 100 miles.
- Tatiana Zhirkova, Ryssland, tredubbel världsmästarinna på 100 km, vinnare av Comrades Marathon 2005 och Two Oceans Marathon 2006. Hon håller europarekordet på 100 km för damer.

## Statistik och rekord
Internationella friidrottsförbundet har sedan början av 2000-talet noterat officiella världsrekord på landsvägslöpning inklusive 100 km, dock inte andra ultradistanser. Svenska Friidrottsförbundet började något senare även att notera officiella svenska rekord på 100 km samt sedan 2021 även inom 24 timmarslöpning.
Den tyska föreningen Deutsche Ultramarathonvereinigung har sammanställt en utförlig lista över tyska nationella samt internationella prestationer och anses som den mest heltäckande databasen i världen för resultat inom ultralöpning. 
Svenska Friidrottsförbundet för statistik över officiella svenska rekord på 100 km samt 24 timmars. Kommittén för Ultradistanslöpning (KUL) för statistik över ovan nämnda rekord samt över svenska ultramaratonrekord på 100 miles, 6, 12, 48 timmar och 6 dagar. Rekorden är som följer:
| Gren      | Resultat | Namn            | Datum |
| --------- | -------- | --------------- | ----- |
| 100 km    | 7:20:48  | Kajsa Berg      | 2015  |
| 100 miles | 14:46:53 | Maria Jansson   | 2017  |
| 6 timmar  | 80,099   | Sophia Sundberg | 2017  |
| 12 timmar | 133,012  | Lina Karlsson   | 2022  |
| 24 timmar | 250,6477 | Maria Jansson   | 2016  |
| 48 timmar | 376,939  | Torill Fonn     | 2015  |
| 6 dagar   | 754,672  | Louise Kjellson | 2024  |

| Gren      | Resultat | Namn            | Datum |
| --------- | -------- | --------------- | ----- |
| 100 km    | 6:20:51  | Olle Meijer     | 2024  |
| 100 miles | 11:26:19 | Elov Olsson     | 2023  |
| 6 timmar  | 94,452   | Mikael Ekvall   | 2023  |
| 12 timmar | 160,934  | Elov Olsson     | 2023  |
| 24 timmar | 284,669  | Elov Olsson     | 2025  |
| 48 timmar | 384,936  | Johan Steene    | 2014  |
| 6 dagar   | 880,311  | Johnny Hällneby | 2018  |

### Källförteckning
Under 2000-talets löparvåg har även intresset för ultramaratonlöpning ökat. De mest uppmärksammade böcker som nyligen skrivits om ultralöpning är: 
- Christoffer McDougall: Born to Run: jakten på löpningens själ  (på svenska 2011)
- Haruki Murakami: Vad jag pratar om när jag pratar om löpning (på svenska 2010).